# Ірландія на літніх Олімпійських іграх 2024
Ірландію на літніх Олімпійських іграх 2024 представляли сто тридцять чотири спортсмени в п'ятнадцяти видах спорту.

## Медалісти
| Медаль | Ім'я                          | Вид спорту            | Дисципліна                            | Дата     |
| ------ | ----------------------------- | --------------------- | ------------------------------------- | -------- |
| 1      | Денієл Віффен                 | Плавання              | 800 метрів вільним стилем (чоловіки)  | 30 липня |
| 1      | Фінтан Маккарті Пол О'Донован | Академічне веслування | Парні двійки, легка вага (чоловіки)   | 2 серпня |
| 1      | Ріс Мак-Кленаган              | Гімнастика            | кінь (чоловіки)                       | 3 серпня |
| 1      | Келлі Гаррінгтон              | Бокс                  | легка вага (жінки)                    | 6 серпня |
| 3      | Мона Макшеррі                 | Плавання              | 100 метрів брасом (жінки)             | 29 липня |
| 3      | Дейр Лінч Філіп Дойл          | Академічне веслування | Парні двійки (чоловіки)               | 1 серпня |
| 3      | Денієл Віффен                 | Плавання              | 1500 метрів вільним стилем (чоловіки) | 4 серпня |

| Медалі за видом спорту | Медалі за видом спорту | Медалі за видом спорту | Медалі за видом спорту | Медалі за видом спорту |
| ---------------------- | ---------------------- | ---------------------- | ---------------------- | ---------------------- |
| Вид спорту             | 1                      | 2                      | 3                      | Загалом                |
| Академічне веслування  | 1                      | 0                      | 1                      | 2                      |
| Плавання               | 1                      | 0                      | 2                      | 3                      |
| Гімнастика             | 1                      | 0                      | 0                      | 1                      |
| Бокс                   | 1                      | 0                      | 0                      | 1                      |
| Загалом                | 4                      | 0                      | 3                      | 7                      |

| Медалі за статтю | Медалі за статтю | Медалі за статтю | Медалі за статтю | Медалі за статтю |
| ---------------- | ---------------- | ---------------- | ---------------- | ---------------- |
| Стать            | 1                | 2                | 3                | Загалом          |
| Чоловіки         | 3                | 0                | 2                | 5                |
| Жінки            | 1                | 0                | 1                | 2                |
| Змішані          | 0                | 0                | 0                | 0                |
| Загалом          | 4                | 0                | 3                | 7                |

| Медалі за днями | Медалі за днями | Медалі за днями | Медалі за днями | Медалі за днями |
| --------------- | --------------- | --------------- | --------------- | --------------- |
| Дата            | 1               | 2               | 3               | Загалом         |
| 29 липня        | 0               | 0               | 1               | 1               |
| 30 липня        | 1               | 0               | 0               | 1               |
| 1 серпня        | 0               | 0               | 1               | 1               |
| 2 серпня        | 1               | 0               | 0               | 1               |
| 3 серпня        | 1               | 0               | 0               | 1               |
| 4 серпня        | 0               | 0               | 1               | 1               |
| 6 серпня        | 1               | 0               | 0               | 1               |
| Загалом         | 4               | 0               | 3               | 7               |

| Багаторазові медалісти | Багаторазові медалісти | Багаторазові медалісти | Багаторазові медалісти | Багаторазові медалісти | Багаторазові медалісти | Багаторазові медалісти |
| ---------------------- | ---------------------- | ---------------------- | ---------------------- | ---------------------- | ---------------------- | ---------------------- |
| Ім'я                   | Вид спорту             | 1                      | 2                      | 3                      | Загалом                |                        |
| Денієл Віффен          | Плавання               | 1                      | 0                      | 1                      | 2                      |                        |

| Медалі за видом спорту | Медалі за видом спорту | Медалі за видом спорту | Медалі за видом спорту | Медалі за видом спорту |
| ---------------------- | ---------------------- | ---------------------- | ---------------------- | ---------------------- |
| Вид спорту             | 1                      | 2                      | 3                      | Загалом                |
| Академічне веслування  | 1                      | 0                      | 1                      | 2                      |
| Плавання               | 1                      | 0                      | 2                      | 3                      |
| Гімнастика             | 1                      | 0                      | 0                      | 1                      |
| Бокс                   | 1                      | 0                      | 0                      | 1                      |
| Загалом                | 4                      | 0                      | 3                      | 7                      |

| Медалі за статтю | Медалі за статтю | Медалі за статтю | Медалі за статтю | Медалі за статтю |
| ---------------- | ---------------- | ---------------- | ---------------- | ---------------- |
| Стать            | 1                | 2                | 3                | Загалом          |
| Чоловіки         | 3                | 0                | 2                | 5                |
| Жінки            | 1                | 0                | 1                | 2                |
| Змішані          | 0                | 0                | 0                | 0                |
| Загалом          | 4                | 0                | 3                | 7                |

| Медалі за днями | Медалі за днями | Медалі за днями | Медалі за днями | Медалі за днями |
| --------------- | --------------- | --------------- | --------------- | --------------- |
| Дата            | 1               | 2               | 3               | Загалом         |
| 29 липня        | 0               | 0               | 1               | 1               |
| 30 липня        | 1               | 0               | 0               | 1               |
| 1 серпня        | 0               | 0               | 1               | 1               |
| 2 серпня        | 1               | 0               | 0               | 1               |
| 3 серпня        | 1               | 0               | 0               | 1               |
| 4 серпня        | 0               | 0               | 1               | 1               |
| 6 серпня        | 1               | 0               | 0               | 1               |
| Загалом         | 4               | 0               | 3               | 7               |

| Багаторазові медалісти | Багаторазові медалісти | Багаторазові медалісти | Багаторазові медалісти | Багаторазові медалісти | Багаторазові медалісти | Багаторазові медалісти |
| ---------------------- | ---------------------- | ---------------------- | ---------------------- | ---------------------- | ---------------------- | ---------------------- |
| Ім'я                   | Вид спорту             | 1                      | 2                      | 3                      | Загалом                |                        |
| Денієл Віффен          | Плавання               | 1                      | 0                      | 1                      | 2                      |                        |

## Спортсмени
| Вид спорту                      | Чоловіки | Жінки | Загалом |
| ------------------------------- | -------- | ----- | ------- |
| Легка атлетика                  | 9        | 15    | 24      |
| Бадмінтон                       | 1        | 1     | 2       |
| Бокс                            | 4        | 6     | 10      |
| Веслування на байдарках і каное | 2        | 2     | 4       |
| Велоспорт                       | 2        | 5     | 7       |
| Стрибки у воду                  | 1        | 1     | 2       |
| Кінний спорт                    | 4        | 3     | 7       |
| Хокей на траві                  | 16       | 0     | 16      |
| Гольф                           | 2        | 2     | 4       |
| Гімнастика                      | 1        | 0     | 1       |
| Академічне веслування           | 6        | 10    | 16      |
| Регбі-7                         | 12       | 12    | 24      |
| Вітрильний спорт                | 3        | 1     | 4       |
| Плавання                        | 6        | 6     | 12      |
| Тхеквондо                       | 1        | 0     | 1       |
| Загалом                         | 70       | 64    | 134     |